# Rudolf Bürger
Pour les articles homonymes, voir Bürger.
Rudolf Bürger, né le 31 octobre 1908 à Temesvár à l'époque en Autriche-Hongrie (aujourd'hui en Roumanie) et mort le 20 janvier 1980, est un ancien joueur et entraîneur de football roumain d'origine allemande.

## Biographie
Joueur international roumain pendant les années 1920 et les années 1930, il joue en tout 34 matchs avec l'équipe de Roumanie entre 1929 et 1939 durant lesquels il n'inscrit aucun but.
Il participe aux trois coupes du monde de l'avant-guerre avec son pays, celle de 1930 (dont il est le capitaine des Roumains), celle de 1934 (dont il ne joue pas un seul match), et celle de 1938.
Durant sa carrière de club, il joue pour le Ripensia Timișoara entre 1930 et 1941, premier club roumain professionnel qui devient très puissant après 1932 sous la direction de Rudolf Wetzer, et qui est le meilleur club du pays durant les années 1930,.